# Bunkóslábú fülőke
A bunkóslábú fülőke (Rhodocollybia butyracea) a szegfűgombafélék családjába tartozó, Európában és Észak-Amerikában honos, lomb- és fenyőerdőkben élő, ehető de íztelen gombafaj.

## Megjelenése
A bunkóslábú fülőke kalapja 3-9 cm átmérőjű, alakja fiatalon domború, majd hamar laposan kiterül, sőt bemélyedő is lehet; a közepén legtöbbször tompa púppal. Széle áttetszően bordázott, néha egészen halványan; az idős gombánál hullámos, felhajló. Felszíne sima, fényes. Színe nedvesen sötét vörösbarna vagy okkerbarna; szárazon krém vagy világosbarna, széle felé világosodó. Húsa vékony, törékeny, fehéres színű. Íze és szaga nem jellegzetes, szaga esetleg gyengén gyümölcsös lehet. 
Sűrűn álló lemezei felkanyarodók; színük fehéres, néha rozsdásan foltosak.
Spórapora fehéres vagy halvány krémszínű, nagyobb tömegben rózsaszínes árnyalattal. A spórák ellipszis alakúak, simák, méretük 6-10,5 x 3,5-5µm.
Tönkje 3-8 cm magas és 1-1,5 cm vastag. Alakja felfelé szélesedő, alapja bunkószerűen megvastagodott, belül üreges, tövén bázisa fehéres gyapjas micéliumszálakkal. Színe a kalapéhoz hasonlít, valamivel világosabb.  

### Hasonló fajok
Idősen felhajló peremű kalapja és bunkós tönkje alapján jól elkülöníthető.   

## Elterjedése és termőhelye
Európában és Észak-Amerikában honos. Magyarországon gyakori.  
Savanyú talajú lombos- és fenyőerdőben él. Júliustól októberig terem, néha tömegesen.
Ehető, de eléggé ízetlen, fogyasztásra nem ajánlott.

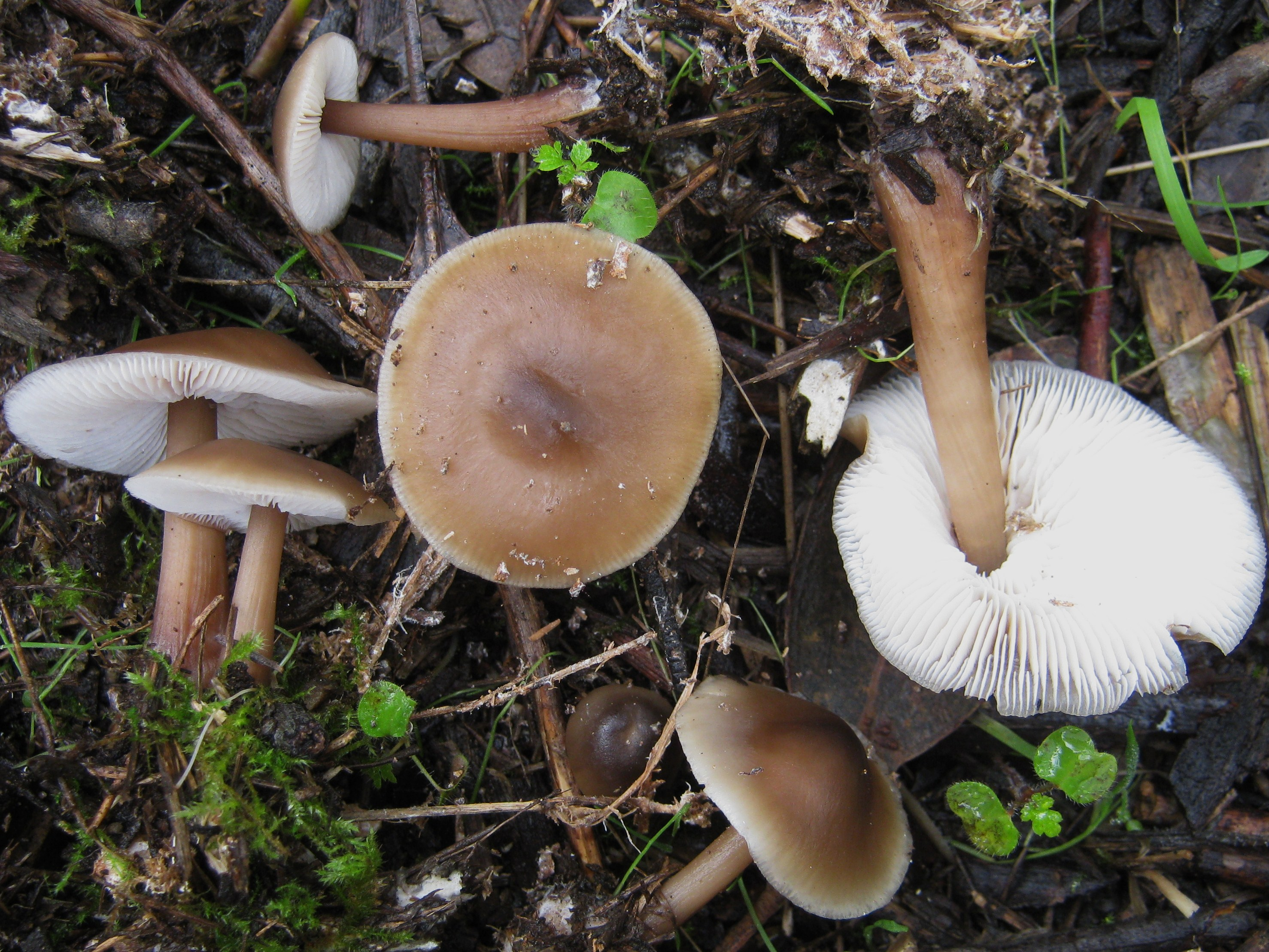
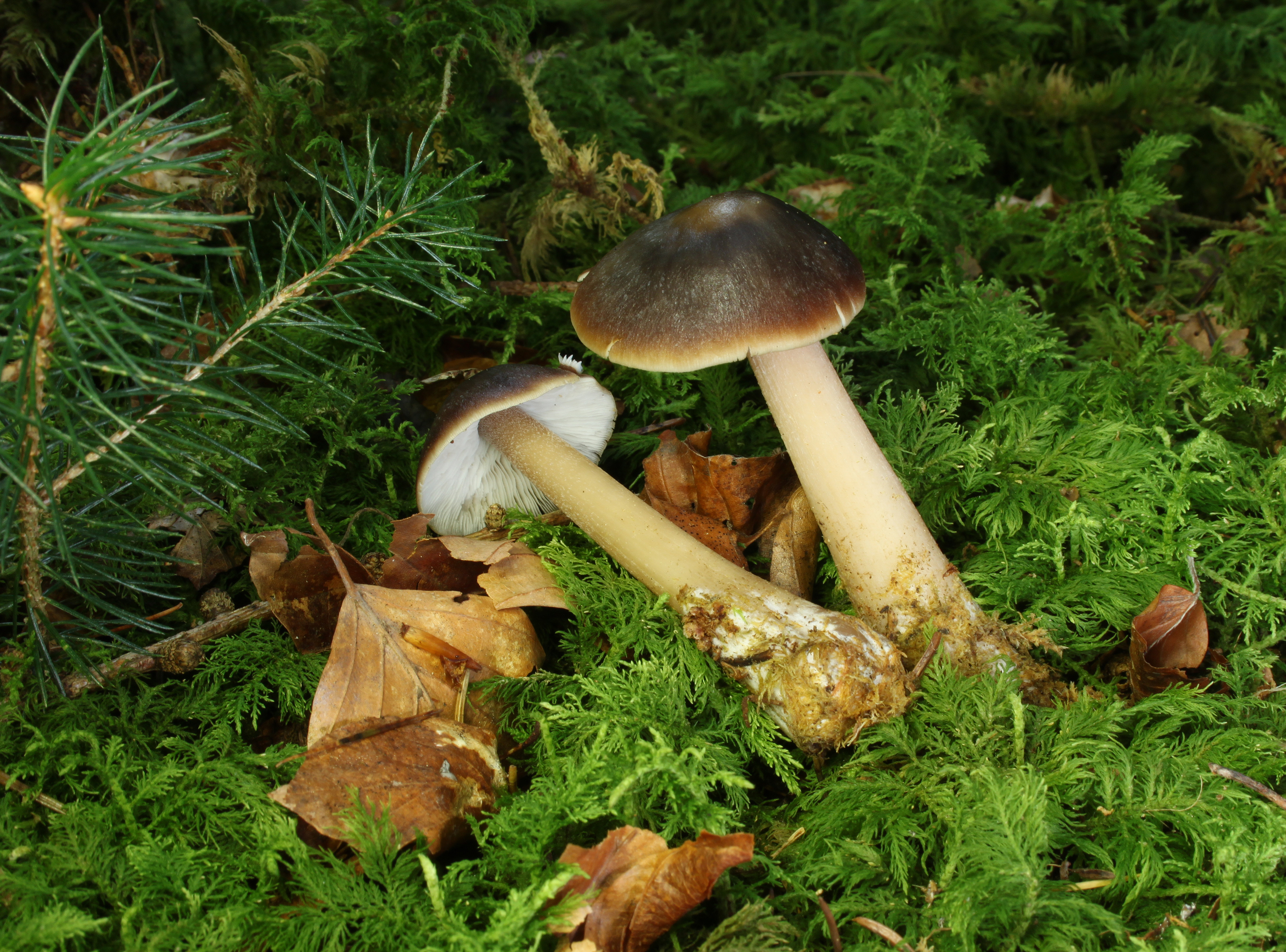
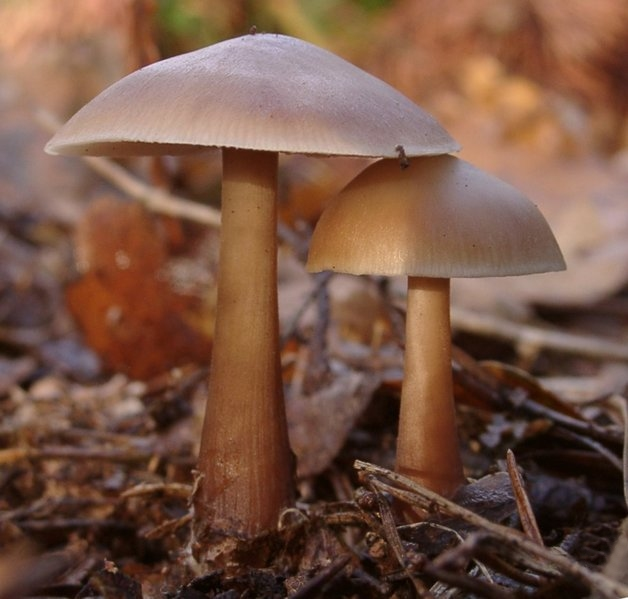
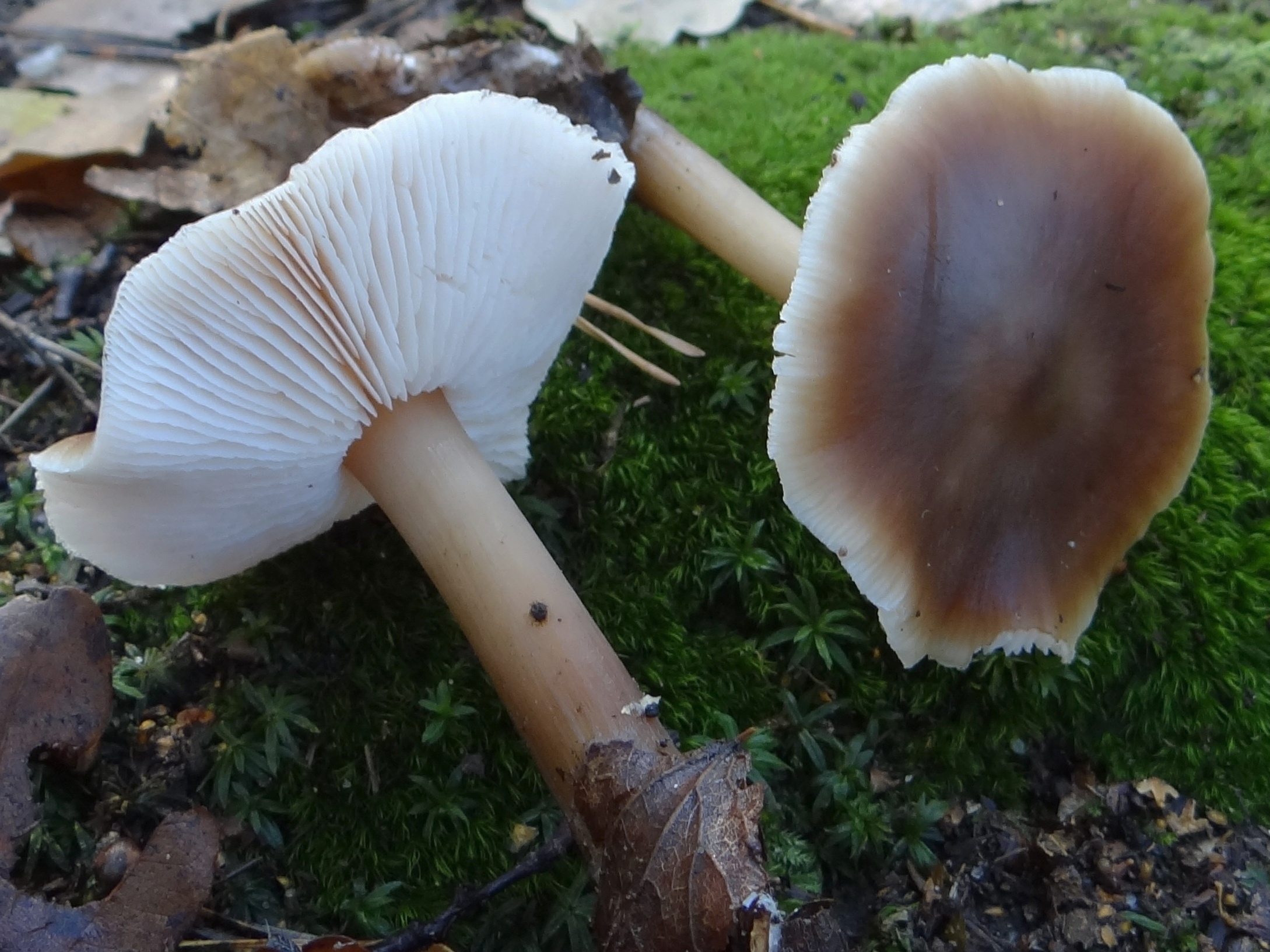
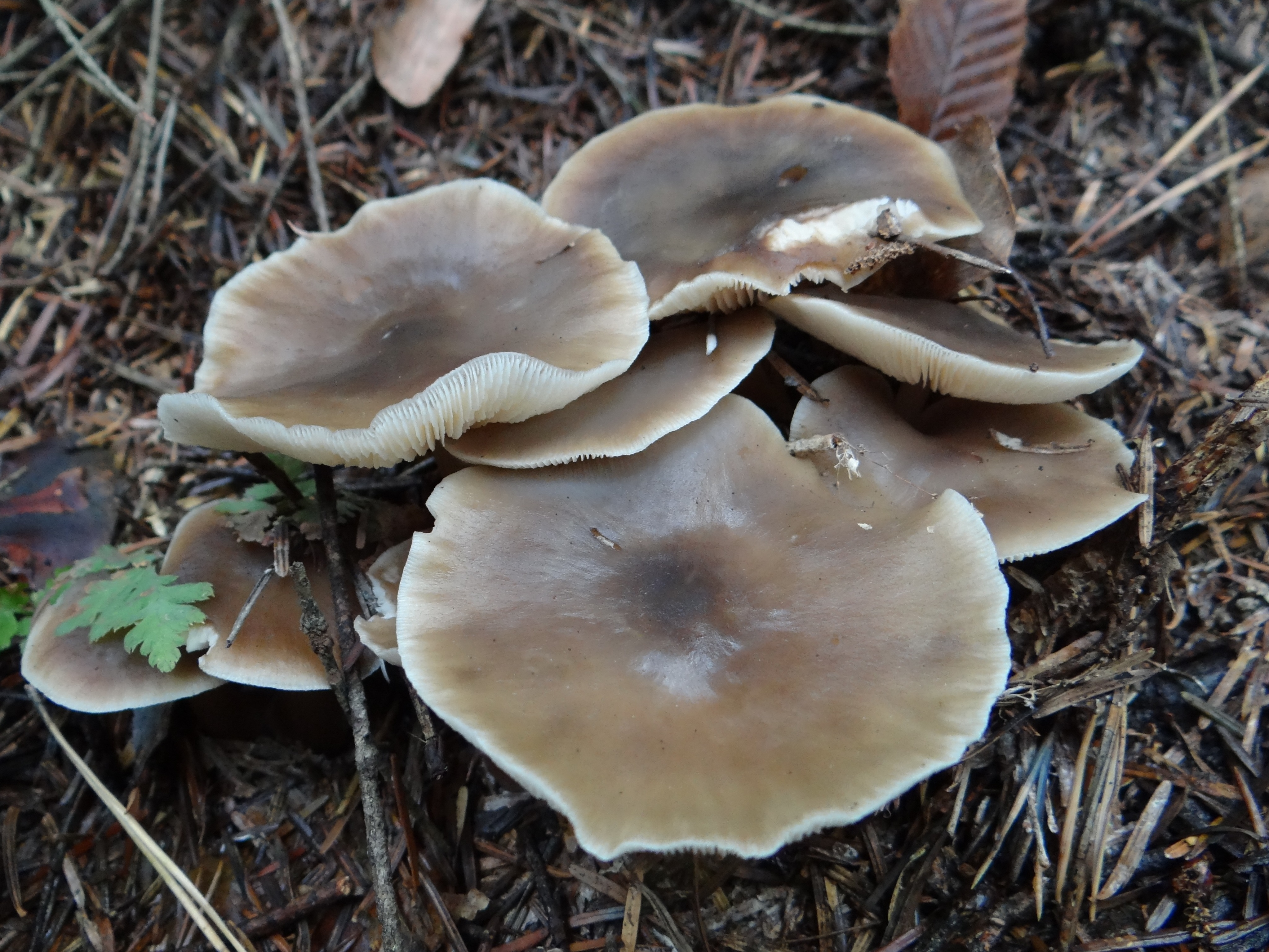